# ادوارد وودگیت
ادوارد وودگیت (انگلیسی: Edward Woodgate؛ ۱ نوامبر ۱۸۴۵ – ۲۳ مارس ۱۹۰۰) فرد نظامی اهل پادشاهی متحد بریتانیای کبیر و ایرلند بود. وی همچنین برندهٔ جوایزی همچون نشان حمام شده‌است.